# DSB MP (1934)
Die Fahrzeuge der Baureihe DSB MP waren Triebwagen, die von der dänischen Maschinenfabrik Frichs für die Danske Statsbaner (DSB) gebaut wurden.

## Geschichte
Die Staatsbahn beauftragte die Maschinenfabrik Frichs 1933, zehn Triebwagen zu bauen, wobei die Wagenkästen von Scandia A/S in Randers und die elektrische Ausrüstung von Titan in Odense zugeliefert wurden. Die 1934 ausgelieferten Fahrzeuge wurden mit 64 nummerierten Sitzplätzen gebaut und erhielten 1938 Klapptische. Sie hatten ein Gepäckabteil, eine Toilette und an jedem Ende einen Führerstand. Beide Fahrmotoren saßen auf dem Triebdrehgestell.
Anfangs wurden vier Züge auf Seeland und sechs in Jütland stationiert. Auf Seeland bedienten sie die Relation Roskilde–Rungsted Kyst.
Als 1935 genügend Fahrzeuge der Baureihe MO vorhanden waren, wurden alle Züge in Jütland eingesetzt. Unter anderem fuhren sie schnelle Städteverbindungen wie ab 1936 den Nordpilen von Hamburg über Flensburg und Aarhus nach Frederikshavn. Diese Züge bestanden aus bis zu drei MP und mehreren Zwischenwagen, wobei jeder Triebwagen mangels Mehrfachsteuerung mit einem Lokführer besetzt sein musste. Diese verständigten sich mit Summersignalen. Das maximale Zuggewicht für einen Triebwagen betrug 140 Tonnen.
1940 wurden die Triebwagen wegen des Treibstoffmangels im Zweiten Weltkrieg abgestellt und ab 1941 als MP 540–549 bezeichnet. 1953 wurde ein zusätzliches Zugführerabteil eingebaut, dadurch standen nur noch 54 Sitzplätze zur Verfügung. Gleichzeitig wurde die Höchstgeschwindigkeit auf 90 km/h und das Gesamtzuggewicht auf 80 Tonnen gesenkt.
Das letzte Einsatzgebiet der Züge war die Bahnstrecke Sønderborg–Mommark sowie verschiedene Strecken im südlichen Teil von Fünen, darunter die Strecke Svendborg–Faaborg.

## Verbleib
Zwischen 1964 und 1966 wurden die Fahrzeuge aus dem Verkehr genommen. Sechs Züge (MP 541–543, 545, 546 und 549) wurden im Laufe der folgenden Jahre verschrottet. Bei den vier restlichen Zügen baute man die Antriebsanlagen aus und stellte die Wagen als mobile Lehrräume berufsbildenden Schulungseinrichtungen zur Verfügung. Hier erhielten die rotbraunen Fahrzeuge erstmals eine andersfarbige Lackierung. Die drei Wagen des Jysk Teknologisk Institut (540, 547 und 548) wurden blau/grau und der Wagen des Teknologisk Institut København (544) wurde dunkelgrün.
Die motorlosen Fahrzeuge wurden als Gattung ZU geführt. Nr. 544 wurde 1974 außer Dienst gestellt und anschließend verschrottet, 547 und 548 folgten 1985. Der Wagen 540 wurde schließlich 1988 aus dem Dienst genommen und als Unterrichtswagen nach Thisted gebracht. Später wurde der Wagenkasten verkauft und auf dem Festivalgelände Thylejren (auch Frøstruplejren) bei Frøstrup in Nordjütland aufgestellt, wo er 2011 noch vorhanden war.

## Lizenzbau
Ein ähnliches Fahrzeug beschaffte 1935 die Malmö–Ystads Järnväg (MYJ) in Schweden von Kockums in Malmö. Der dieselelektrische Triebwagen war 21 Meter lang, ruhte auf zwei Drehgestellen, wog 44,2 Tonnen und hatte 70 Sitzplätze. Die Generatoren wurden von zwei 6-Zylinder-Dieselmotoren von Frichs, die Kockums in Lizenzbau hergestellt hatte, angetrieben. Bei der Verstaatlichung der MYJ im Rahmen der allgemeinen Eisenbahnverstaatlichung am 1. Juli 1941 übernahmen Statens Järnvägar (SJ) den Zug und reihten ihn unter der Bezeichnung SJ Xo5 20 ein. Während des Zweiten Weltkriegs war er wegen Treibstoffmangel abgestellt. Mitte der 1950er Jahre verkauften SJ den Triebwagen an die Stockholm–Nynäs Järnväg (SNJ), wo er als SNJ Mv 30 eingesetzt wurde. 1963 wurde er in einen Schneepflug umgebaut und 1969 verschrottet.